# ماکوتو کامادا
ماکوتو کامادا (انگلیسی: Makoto Kamada؛ زادهٔ ۲۱ اکتبر ۱۹۵۰) کشتی‌گیر اهل ژاپن بود.